# Dansa de la collita
La dansa de la collita és una celebració religiosa que té a llocs a diverses cultures per agrair a les divinitats l'abundància de la collita, que permetrà la supervivència de la comunitat durant els mesos d'hivern. Es tracta d'una dansa amb moviments rituals, usualment acompanyada de cançons específiques, que s'emmarca sovint dins festivals més amplis o rituals especials de finals d'estiu o tardor. S'han trobat danses d'aquestes característiques a tots els continents. Moltes d'elles emulen amb el moviment els cicles dels astres o el creixement de la vida. Algunes es basen en danses comunals on el cercle és la figura central i els dansaires es troben entorn un nucli (la plaça, un foc, el temple o el camp) per ballar junts. Aquest cercle implica la unitat de la comunitat, on tots es veuran beneficiats del menjar recollit.